# Euro en France
- États membres de la zone euro : 20 pays (Allemagne, Autriche, Belgique, Chypre, Croatie, Espagne, Estonie, Finlande, France, Grèce, Irlande, Italie, Lettonie, Lituanie, Luxembourg, Malte, Pays-Bas, Portugal, Slovaquie, Slovénie)
- Micro-États non membres de l'UE utilisant l'euro avec l'accord de l'UE : 4 pays (Andorre, Monaco, Saint-Marin et Vatican)
- États non membres de l'UE qui ont adopté l'euro unilatéralement : 2 pays (Kosovo et Monténégro)
- États membres de l'Union européenne (UE) qui ont rejoint le MCE II : 1 pays (Bulgarie)
- État membre de l'UE faisant partie du MCE II mais qui est exempté de l'obligation de rejoindre la zone euro (Danemark).
- États membres de l'UE qui ont l'obligation  de rejoindre la zone euro : 5 pays (Hongrie, Pologne, Roumanie, Suède et Tchéquie)

L'introduction de l'euro en France a eu lieu le 1er janvier 1999 à la suite des décisions prises durant le Conseil européen du 3 mai 1998, en même temps que pour les dix autres premiers pays ayant adopté l'euro comme monnaie commune et sous forme scripturale (comptes bancaires, virements, chèques).
L'utilisation des billets et pièces entre en vigueur en même temps que pour ces autres pays et la Grèce, le 1er janvier 2002. L'adhésion de la France à la Communauté économique européenne remonte au 1er janvier 1958. Avant l’adoption de l’euro, la monnaie française était le franc français.

## Adhésion à la zone euro
En 1991, le sommet de Maastricht fixe les conditions d'accès à l'union monétaire européenne.
Le franc français (code ISO 4217 : FRF) devient une subdivision de la nouvelle monnaie européenne, l'euro (code EUR), à raison de 1 EUR = 6,559 57 FRF.
À la suite de l’introduction des billets et des pièces en euro, une période transitoire du 1er janvier 2002 au 17 février 2002 a été instaurée en France, durant laquelle le franc français et l’euro ont circulé simultanément. Cette phase de double circulation a pris fin le 18 février 2002, date à laquelle l’euro est devenu la seule monnaie ayant cours légal dans le pays, à l'exception de certains  territoire d'outre-mer et collectivités (la Nouvelle-Calédonie, la Polynésie française et Wallis-et-Futuna) qui utilisent le Franc Pacifique.
Les pièces restaient toutefois échangeables à la Banque de France jusqu’au 17 février 2005 et les billets jusqu’au 17 février 2012.

## Billets et pièces
Le 1er janvier 2002, lors de l’introduction de l’euro fiduciaire, quelque 2 265 millions de billets et près de huit milliards de pièces en euros ont été mis en circulation en France.

## Opinion publique
À l’approche de l’introduction de l’euro fiduciaire en janvier 2002, l’opinion publique française se montrait globalement favorable à la monnaie unique. Selon un sondage Eurobaromètre mené au printemps 2000, environ 67 % des Français déclaraient soutenir l’introduction de l’euro.
Selon une enquête Eurobaromètre en 2022 de la Commission européenne, le soutien de l’opinion publique européenne à l’euro reste très fort. 77 % des Européens et 81% des Français interrogés estiment que l’euro est une bonne chose pour l’UE. 69 % des Européens et 71% des Français estiment qu’il s’agit aussi d’une bonne chose pour leur propre pays.

### Référénces
1. ↑  « Conseil européen, 1998 »
2. ↑  « 20 ans de l’euro : les dates clés de l’histoire de la monnaie unique européenne », sur www.economie.gouv.fr (consulté le 27 juillet 2025)
3. ↑  « Taux de change franc français en euro »
4. ↑  (en) « France and the euro »
5. ↑  « Échange du franc français en euro » (consulté le 27 juillet 2025)
6. ↑  « Le passage à l’euro fiduciaire initial » (consulté le 27 juillet 2025)
7. ↑  « Eurobaromètre : fort soutien des Français et des Européens en faveur de l’euro » (consulté le 27 juillet 2025)